# Eois commixta
Eois commixta là một loài bướm đêm trong họ Geometridae.